# Москворіччя (платформа)
Москворіччя (рос. Москворечье) — зупинний пункт/пасажирська платформа Курського напрямку Московської залізниці, у складі лінії МЦД-2. Розташована в Москві. Відкрита в 1925 році.
Виходить до Каширського шосе.
Є безпересадкове пряме сполучення на Ризький та Смоленський (Білоруський) напрямки.
Пасажирське сполучення здійснюють електропоїздами. Безпересадкове сполучення здійснюється (найвіддаленіші точки на січень 2017 року):
- На північ:
  - У напрямку від Царицино до станцій: Волоколамськ, Усово, Звенигород, Бородіно.
  - У напрямку до Царицино зі станцій Рум'янцево, Звенигород, Усово.
- На південь у напрямку до/зі станції Тула-1 Курська.

Для пасажирів використовуються дві берегові платформи, сполучені між собою надземним пішохідним переходом. На обох платформах є навіси для очікування потягів. Приймання та відправлення приміських електропоїздів здійснюється на I і II головні колії.
Платформа обладнана двома квитковими касами: одна розташована навпроти спуску до платформи «від Москви», інша на платформі «до Москви».
Платформа є кінцевою (для деяких поїздів «до Москви»), але не має оборотних тупиків. Електропоїзди прямують в депо Перерва (станція Любліно-Сортувальне).
Час руху з Москва-Пасажирська-Курська  — 21-24 хвилини.

## Пересадки
- Автобус: м83, м84, м86, е85, 770, с823, с827, с838, с848, 899